# Бродский, Александр Иванович
Алекса́ндр Ива́нович Бро́дский (первоначальное отчество Израилевич; 25 октября [7 ноября] 1903, Санкт-Петербург, Российская империя — 29 апреля 1984, Ленинград, СССР) — советский фотохудожник и журналист, фотокорреспондент ленинградских и всесоюзных периодических изданий, педагог.
Военный корреспондент финской, Великой Отечественной и японской войн. Создатель факультета фотожурналистики при Ленинградском доме журналиста (1959), декан факультета (1960—1968). Отец поэта Иосифа Бродского.

## Биография
Родился 25 октября (по старому стилю) 1903 года в Санкт-Петербурге, в семье полтавского мещанина, часовых дел мастера Израиля Янкелевича (Яковлевича) Бродского (1852—1908) и Рахили Иоселевны (Иосифовны) Бродской (в девичестве Свердловой, 1874—1936), уроженки Кронштадта. Дед, Иосель Шевелевич Свердлов (1841—?), был оружейником в лейб-гвардии Измайловском полку, затем слесарем в Кронштадте. Семья жила на Петергофском проспекте, № 22. Родители заключили брак 15 ноября 1898 года.
В 1924 году окончил географический факультет Ленинградского государственного университета, затем Школу красных журналистов. Женился на Марии Моисеевне Вольперт (1905—1983), дочери прибалтийского агента американской фирмы швейных машин «Зингер», в 1940 году родился сын Иосиф.
Работал фотокорреспондентом на фронтах Советско-финской войны и  Блокады Ленинграда,  на Дороге жизни .
С первых дней Великой Отечественной войны был мобилизован, работал корреспондентом фотохроники Ленинградского отделения ТАСС, снимал хронику жизни блокадного Ленинграда и прорыва блокады. Фотоочерки публиковались в журнале «Ленинград» и других изданиях. В 1944 году был переведён на Черноморский флот, работал военным фотокорреспондентом газеты «Известия». После окончания Великой Отечественной войны в качестве фотокорреспондента участвовал в войне с Японией. Окончил войну в Китае в звании капитана 3-го ранга Военно-морского флота СССР.
Вернувшись в Ленинград в 1948 году, работал в Центральном военно-морском музее в должности заведующего фотолабораторией. В 1950 году в рамках борьбы с космополитизмом был демобилизован, зарабатывал на жизнь заметками и фоторепортажами для ведомственных многотиражных газет. C 1953 года работал фотожурналистом в газете «Советская Балтика», сотрудничал с Балтийским морским пароходством, газетами «Моряк Балтики», «Северо-Западный водник» и других. Был командирован в Маньчжурию, откуда вернулся в Ленинград в 1954 году, привезя три ящика трофеев. В 2024 году сотрудники музея "Полторы комнаты" в аннотациях к выставке "Письма династии Минь", где участвовали эти предметы, сообщали, что установить, чем именно и где конкретно Александр Бродский занимался в этой командировке, не удалось.
Стремился приобщить сына к профессии фотожурналиста, обучал его искусству фотографии, которое, согласно оценкам исследователей и самого поэта, оказало определённое воздействие на его творчество.
В 1959 году создал факультет фотожурналистики при Ленинградском доме журналиста, в 1960—1968 годах был его деканом. Воспитал несколько поколений ленинградских фотографов.
Будучи отставным морским офицером, до конца жизни носил морскую фуражку и китель.
Умер в 1984 году в Ленинграде. Похоронен на Преображенском еврейском кладбище

## Творчество
Александр Бродский снимал, как правило, незеркальной фотокамерой в момент съёмки выстраивал композицию кадра, выделяя главное и делая акцент на важных деталях. Отмечая профессионализм фотохудожника в работе с любым редакционным заданием, кандидат филологических наук А. Ф. Измайлов выделяет в качестве особенностей его творческого почерка «внимание к главному и к деталям, к композиции, умение в той или иной черте характера увидеть внутренний мир своего героя».
Фотоработы А. И. Бродского публиковались в армейских, флотских, ленинградских и всесоюзных газетах. В годы блокады Ленинграда его фотоочерки, запечатлевшие сцены жизни, быта и атмосферу осаждённого города, печатались в журнале «Ленинград». В числе известных фоторабот периода блокады — снимок группы детей Ленинградского детсада на прогулке (1942). Блокадными работами Бродского иллюстрированы издания документальной повести А. В. Сапарова «Дорога жизни» (1-е издание — 1947, переиздания — 1949, 1957, 1959, 1961, 1967, 1968) и составленный писателем сборник «Подвиг Ленинграда» (1960).
Темы и сюжеты многих работ Бродского связаны с флотской жизнью, объектами съёмки фотографа были морские и речные суда и люди флота — капитаны, механики, радисты, матросы, лоцманы.
Ряд фотоснимков Александра Бродского стал документальным свидетельством истории жизни его сына — Иосиф Бродский запечатлён отцом-фотографом на первомайской демонстрации, на балконе ленинградской квартиры на улице Пестеля и др.

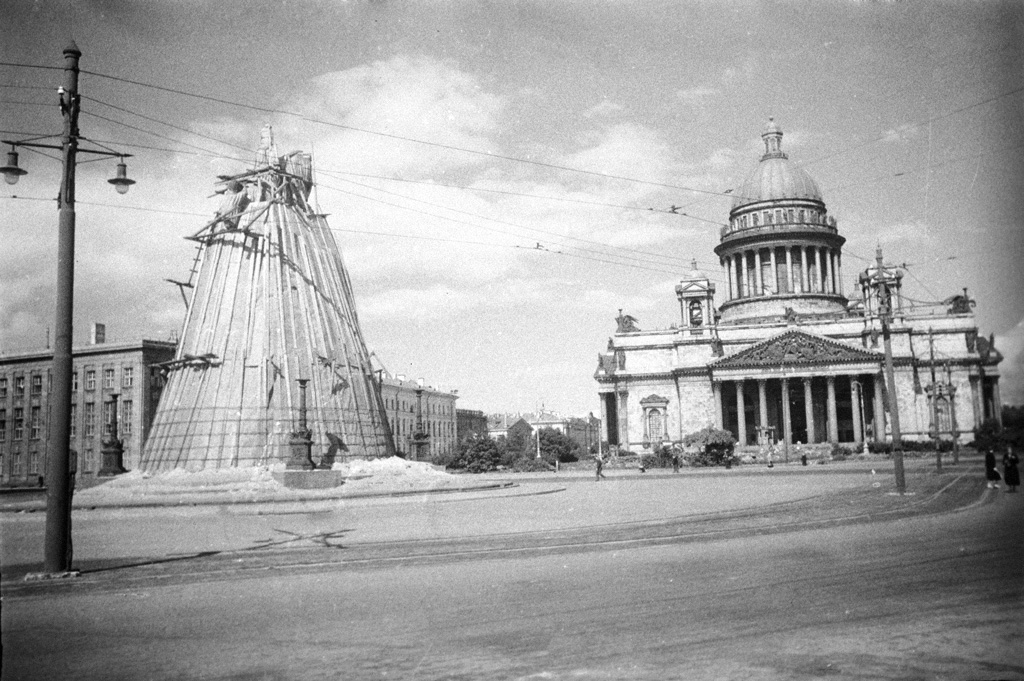
Здание Исаакиевского собора и вид Исаакиевской площади. Ленинград. 11 июня 1942. Архив РИА Новости
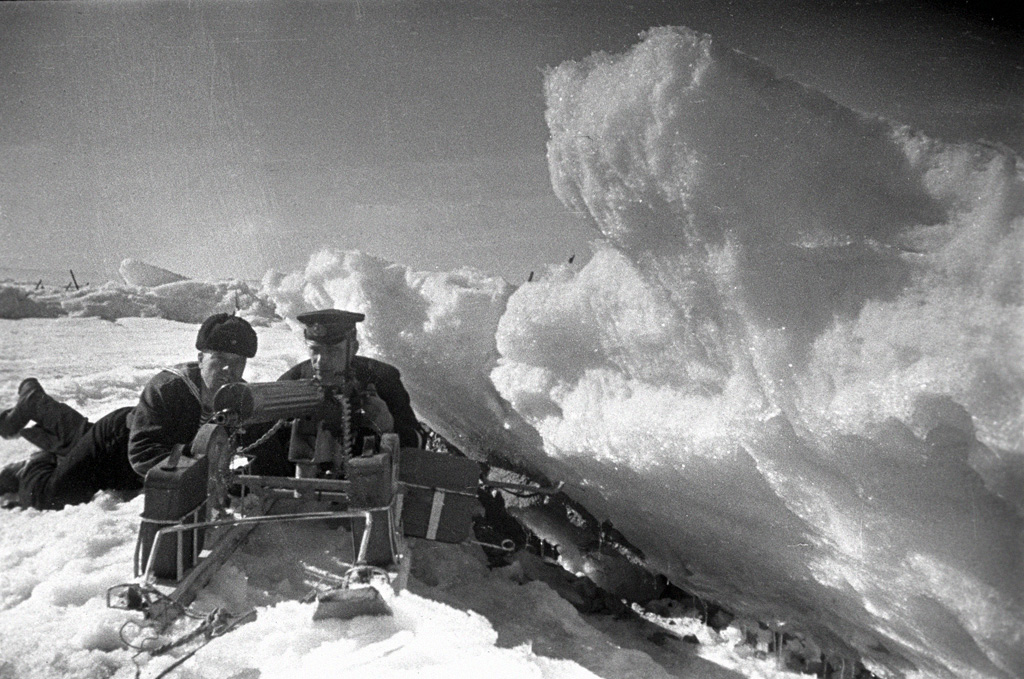
Морские пехотинцы Балтийского флота в засаде в ледяных торосах Финского залива. 10 декабря 1942. Архив РИА Новости
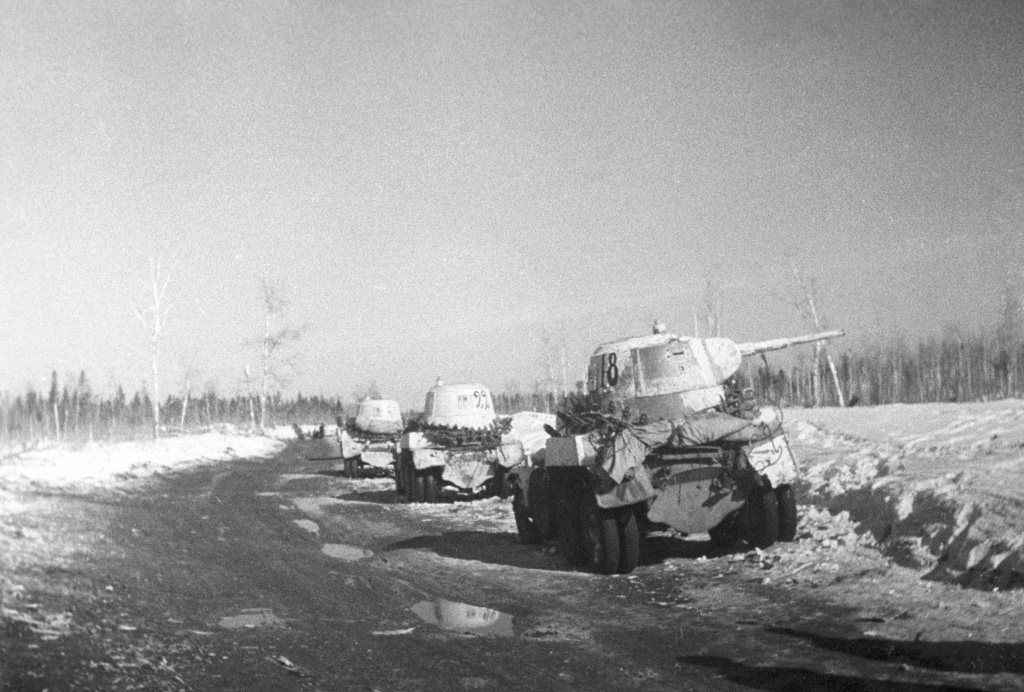
Танковая колонна. Прорыв Ленинградского фронта. Зима 1942. Архив РИА Новости

## Наследие и память

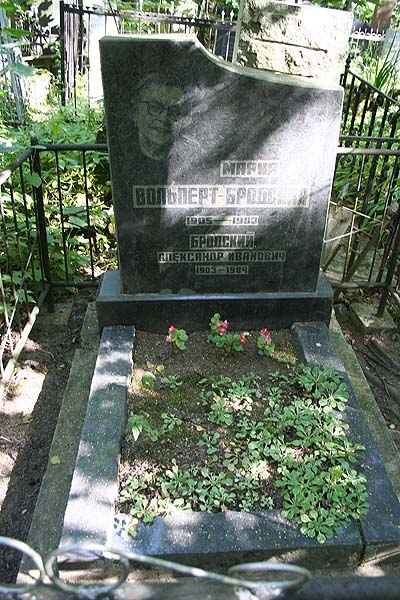
Надгробие родителей поэта. Кладбище: Еврейское — Преображенское Участок: 3-6 ст. Место: 236

Согласно свидетельству сына фотографа, значительная часть фотоархива А. И. Бродского погибла при бомбёжке в Ленинграде. Оставшаяся часть фотоархива была передана родственниками в Санкт-Петербургский Центральный Государственный Архив Кино-Фото-Фонодокументов (ЦГАКФФД) на Таврической улице, дом 39.
Работы, выполненные фотографом в осаждённом Ленинграде, хранятся в Государственном мемориальном музее обороны и блокады Ленинграда и архиве «РИА Новости», выставляются на посвящённых блокаде выставках в российских и зарубежных городах, используются для иллюстрирования книжных и периодических изданий.
Блокадные фотоработы А. И. Бродского посмертно опубликованы в составленном историком фотографии В. А. Никитиным двуязычном альбоме «Неизвестная блокада. Путь к победе. Ленинград, 1941—1944», выдержавшим несколько переизданий (2002, 2009, 2013).
Фотографиями, запечатлевшими жизнь сына фотографа Иосифа Бродского, иллюстрируются издания произведений писателя и посвящённые его творчеству сборники.
Отец Бродского (без имени) — один из главных героев художественного фильма «Полторы комнаты, или Сентиментальное путешествие на родину».